# André Kloos
Andries Hein (André) Kloos (oorspronkelijke achternaam Kloot; Amsterdam, 12 augustus 1922 – Kortenhoef, 9 november 1989) was een Nederlands politicus, vakbondsbestuurder en voorzitter van de VARA.

## Levensloop
Kloos, zoon van de opzichter bij een scheepvaartmaatschappij Johannes Jacobus Kloot en van Seraphina Rosalia Geerts, begon in 1939 zijn loopbaan als assistent-accountant. In 1952 behaalde hij de mo-akten staatshuishoudkunde en statistiek. Inmiddels was hij als administratief medewerker terechtgekomen bij het Nederlands Verbond van Vakverenigingen (NVV), dat later opging in de FNV. Hij werd medewerker van het wetenschappelijk bureau van het NVV en vervolgens adjunct-directeur van dit bureau. In 1956 werd hij lid van het dagelijks bestuur van het NVV en in 1965 voorzitter. Van 1969 tot 1970 was hij tevens voorzitter van het Europees Verbond van Vrije Vakbonden in de Europese Gemeenschap (ECFTU).
Als vakbondsvoorzitter verzette Kloos zich tegen de wet op de loonvorming van minister Roolvink, lid van het Kabinet-De Jong (1967-1971). De nieuwe wet moest de regering de mogelijkheid bieden om in te grijpen in de cao-onderhandelingen. De vakbeweging voelde daar niets voor. Uiteindelijk kwam er toch een wet waarin stond dat de regering de bevoegdheid had om in noodsituaties in de cao's in te grijpen. De aanvaarding van de wet leidde tot een boycot van het loonoverleg door de vakbeweging.
Kloos was ook actief op politiek vlak. In 1963 werd hij voor de PvdA lid van de Eerste Kamer, een functie die hij tot 1982 zou aanhouden. Zo rond 1970 drongen velen binnen de vakbeweging erop aan dat hij de politiek leider van de PvdA zou worden. Maar het is er niet van gekomen. In 1971 volgde Kloos Jan Broeksz op als voorzitter van de VARA. Hij bleef dat negen jaar. Harry ter Heide werd zijn opvolger als voorzitter van het NVV.
Inmiddels was in Nederland een roerige periode aangebroken. Ook binnen de VARA leidde dat tot botsingen tussen de Nieuw Linksers, aangevoerd door de toenmalige voorzitter van de ondernemingsraad Jan Nagel, en de meer humanistisch georiënteerde vleugel. Kloos had weinig affiniteit met Nieuw Links en zijn voorzitterschap van de VARA werd voor hem persoonlijk een lijdensweg. Het leidde ertoe dat Kloos in 1980 verbitterd afscheid nam van de VARA. Hij werd opgevolgd door Albert van den Heuvel.
Kloos heeft diverse nevenfuncties bekleed. Hij was lid van de Sociaal-Economische Raad, president van de Raad van Commissarissen van de De Arbeiderspers en lid van het curatorium van dagblad Het Vrije Volk.
André Kloos trouwde in 1947 met Janny Adema, die hij op de atletiekbaan had leren kennen. Hij overleed in 1989 op 67-jarige leeftijd.

## Onderscheidingen
- Ridder in de Orde van de Nederlandse Leeuw, 30 maart 1966
- Legpenning in brons van het Ministerie van Sociale Zaken en Volksgezondheid, 5 januari 1971

- Biografisch Portaal: 50028577
- International Standard Name Identifier: 0000 0003 9656 5577
- Nederlandse Thesaurus van Auteursnamen: 073775053
- Parlement.com: vg09ll2atbtb
- Virtual International Authority File: 291477555
- WorldCat: E39PBJcWyftKyfDTrPfcFd9kXd

Levinus van Looi (1925-1926) · Christiaan van Doorn (1926-1927) · Simon van der Woude (1927-1930) · Arend de Vries (1930-1946) · Klaas de Jonge (wnd, 1946-1949) · Jaap Burger (1949-1966) · Jan Broeksz (1967-1970) · André Kloos (1970-1980) · Albert van den Heuvel (1980-1985) · Marcel van Dam (1986-1995) · Vera Keur (1995-2009) · Cees Korvinus (2009-2011) · Hans Andersson (2011-2013)